# Dekanat Sochaczew – Matki Bożej Nieustającej Pomocy
Dekanat Sochaczew – Matki Bożej Nieustającej Pomocy – jeden z 21 dekanatów diecezji łowickiej. 
W skład dekanatu wchodzą następujące parafie:
- Parafia św. Trójcy w Bolimowie
- Parafia św. Apostołów Piotra i Pawła w Giżycach
- Parafia Najświętszego Serca Pana Jezusa w Kozłowie Biskupim
- Parafia św. Mikołaja w Kozłowie Szlacheckim
- Parafia Przemienienia Pańskiego w Kurdwanowie
- Parafia św. Bartłomieja Apostoła w Rybnie
- Parafia Matki Bożej Nieustającej Pomocy w Sochaczewie

Dziekan dekanatu Sochaczew – Matki Bożej Nieustającej Pomocy
- ks. kan. dr Mirosław Jacek Skrobisz – proboszcz w parafii Matki Bożej Nieustającej Pomocy w Sochaczewie

Wicedziekan
- ks. kan. Jacek Grzywacz – proboszcz w parafii Najświętszego Serca Pana Jezusa w Kozłowie Biskupim

Ojciec duchowny
- ks. Bogumił Bartlewski - proboszcz w parafii św. Apostołów Piotra i Pawła w Giżycach